# Нанометр

Молекула пентану (C_{5}H_{12}) —
"еталон" нанометру, за даними атомно-силового мікроскопа має довжину 0,97 нм, зображення отримане методом денситометрії електронної хмарки.

Наноме́тр (скорочення: нм, міжнародне: nm) — одиниця вимірювання відстані, дорівнює 1× 10-9 метра.

## Етимологія
Блок сумісності CJK в Юнікод має символ «U+339A» (㎚ SQUARE NM).
Назва поєднує префікс одиниць вимірювання «нано-» (від дав.-гр. νάνος, дав.-гр. nanos, «карлик») з основною назвою одиниці вимірювання «метр» (від грец. μέτρον, грец. metrοn, «одиниця вимірювання»).

## Використання
Нанометр використовується зазвичай в атомній фізиці. Він дорівнює 10 Ǻ, тобто приблизно у 20 разів перевищує радіус Бора. Оскільки типові значення періодів кристалічної ґратки твердих тіл дорівнюють від 0,3 нм до 0,5 нм, тонка плівка товщиною в 1 нм відповідає 2-3 періодам ґратки або 4-5 моношарам атомів.
Традиційно в атомній фізиці використовувався ангстрем, однак за сучасною тенденцією дедалі частіше віддалі вимірюють у нанометрах або пікометрах.
З кінця 1980-х років довжина виражена у нанометрах використовується для опису покоління у промисловості виробництва напівпровідників.

### Приклади вимірювання

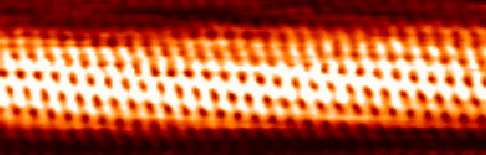
Одна нанометрова вуглецева нанотрубка, сфотографована за допомогою сканувального тунельного мікроскопа

- 1 нм — приблизний діаметр молекули сахарози[3].
- 1.1 нм — діаметр одношарової вуглецевої нанотрубки[4].
- 2 нм — діаметр спіралі ДНК.
- 2.5 нм — товщина оксидної плівки у каналі найменшого (станом на січень 2007 року) польового транзистора у мікропроцесорі.
- 6—10 нм — товщина клітинної мембрани.
- 7 нм — мінімальний розмір у технологіях виробництва напівпровідників для массового ринку станом на 2018 рік.
- 6 нм — мінімальний розмір у технологіях виробництва напівпровідників, освоєний у 2019 р. компанією TSMC у ризиковому виробництві.
- 0.01–10 нм — довжини хвиль рентгенівського випромінювання.

Нанонаука вивчає фізичні, фізико-хімічні, біологічні, фармакологічні, токсикологічні властивості наночастинок розміром до 100 нм.